# Skam Herred

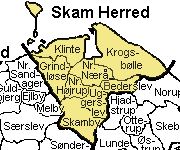
Skam Herred

Skam Herred was een herred in het voormalige Odense Amt in Denemarken. Skam wordt in Kong Valdemars Jordebog vermeld als Schammæhæreth. Skams was de kleinste herred in het amt. In 1970 ging het gebied op in de nieuwe provincie Funen.
Skam omvatte acht parochies.
- Bederslev
- Grindløse
- Klinte
- Krogsbølle
- Nørre Højrup
- Nørre Nærå
- Skamby
- Uggerslev